# Kochhaus

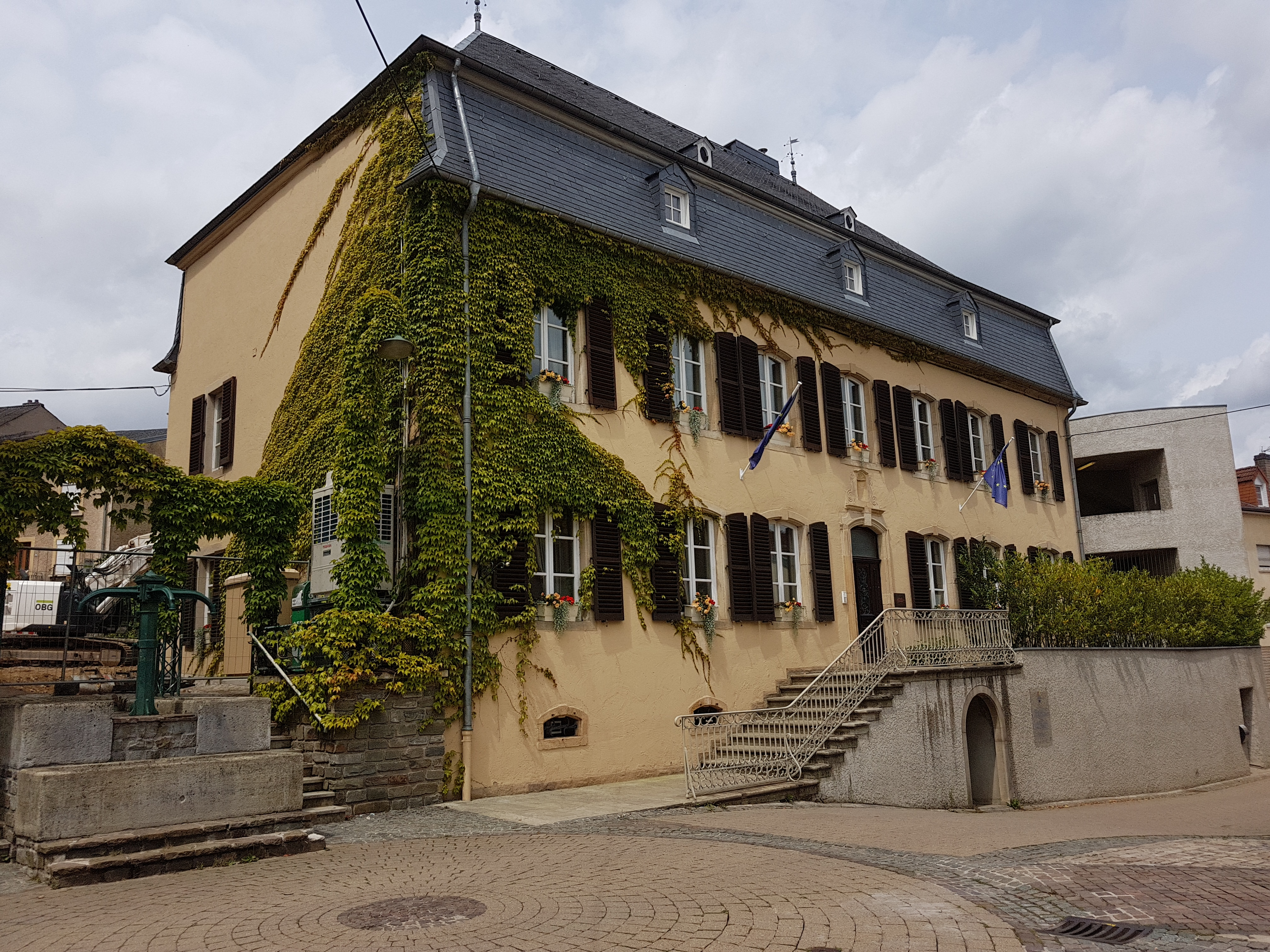
Kochhaus zu Schengen (2019)

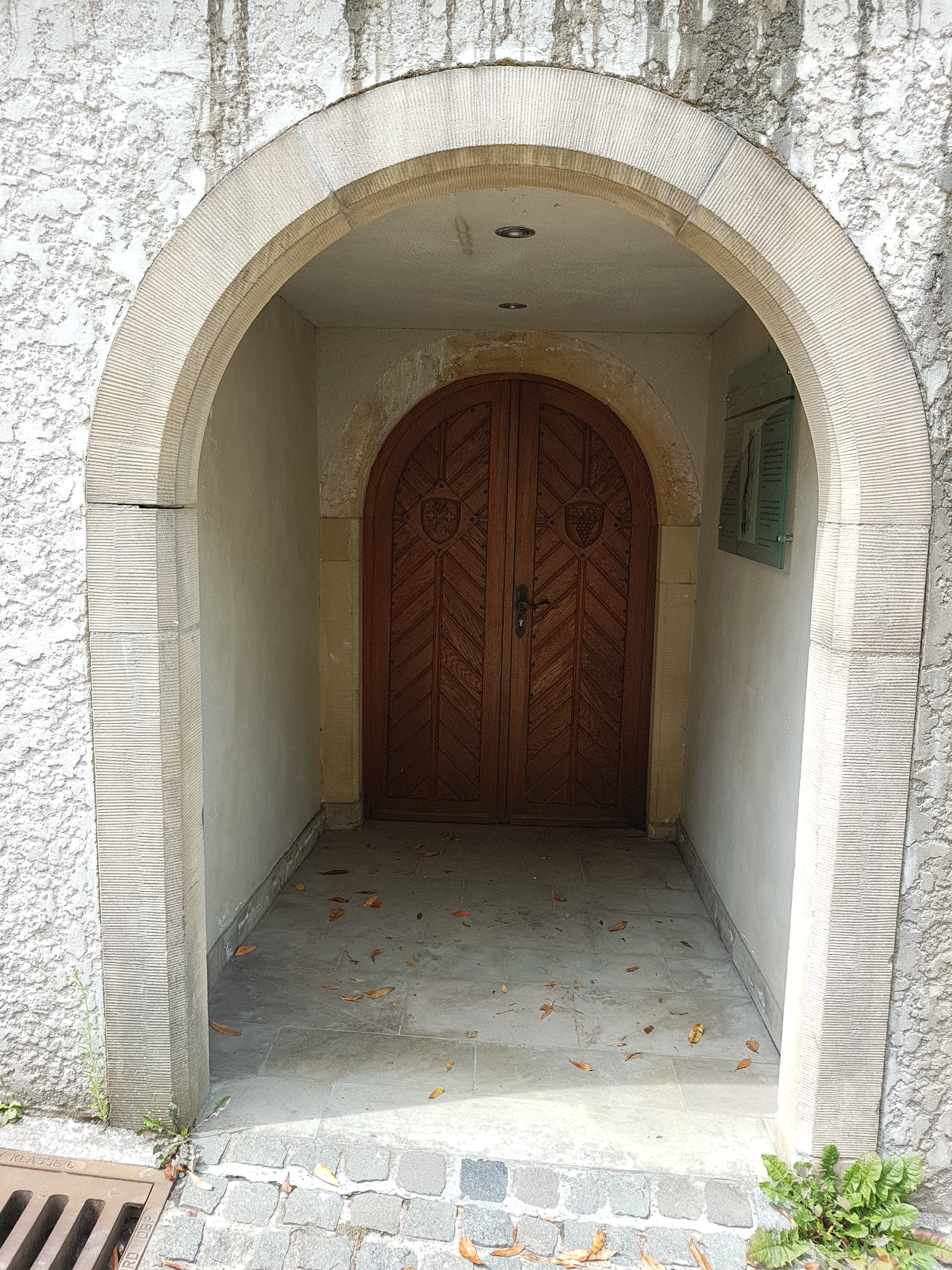
Kellerzugang

Das Kochhaus in Schengen wurde 1779 erbaut. Es befindet sich unweit des Schengener Schlosses an der Ecke der Wäistrooss/Hemmeberreg und der Straße Beim Schlass. Nur wenige Meter entfernt ist die Erlöserkirche.
Es wurde zunächst als Wohnhaus für Gäste des Schengener Schlosses genutzt. Seit 20. März 1967 ist das Gebäude auf der Liste der nationalen Monumente (lux.: Lëscht vun de klasséierte Monumenter) in Luxemburg klassiert.

## Name und Geschichte
Der Name des Hauses leitet sich vom Schengener Schlossverwalter Johann Peter Koch ab. Er bezog 1884 mit seiner Familie das Haus. Letzte Eigentümerin aus der Familie Koch war Catharina Koch.
1966 wurde das Kochhaus an die Gemeinde Remerschen verkauft. Mitte der 1990er Jahre wurde das Haus umfassend renoviert.
Das Kochhaus diente als Ausstellungsort für eine Ausstellung über Europa und hat die Schengen Peace Foundation (lux.: Schengen Friddensstëftung) darin den Hauptsitz. Es wurden auch Gemälde des  Malers Matt Lamb (1932–2012) ausgestellt. Matt Lamb war Mitbegründer der Schengen Peace Foundation.
Am 9. Mai 2015 wurde nach einer weiteren kompletten Renovierung um 480.000 Euro das Haus offiziell als Veranstaltungszentrum eingeweiht. Im Haus befindet sich nun ein kleiner Besprechungsraum und eine Küche im Erdgeschoss, im ersten Stock Büros und im zweiten Stock unter dem Dachschloss ein großer Versammlungsraum für 80 bis 100 Personen. Um den Zugang zum Haus auch für Personen mit eingeschränkter Mobilität zu verbessern, wurde neben dem Haus ein Turm mit einer Treppe und einem Aufzug gebaut.

## Trivia

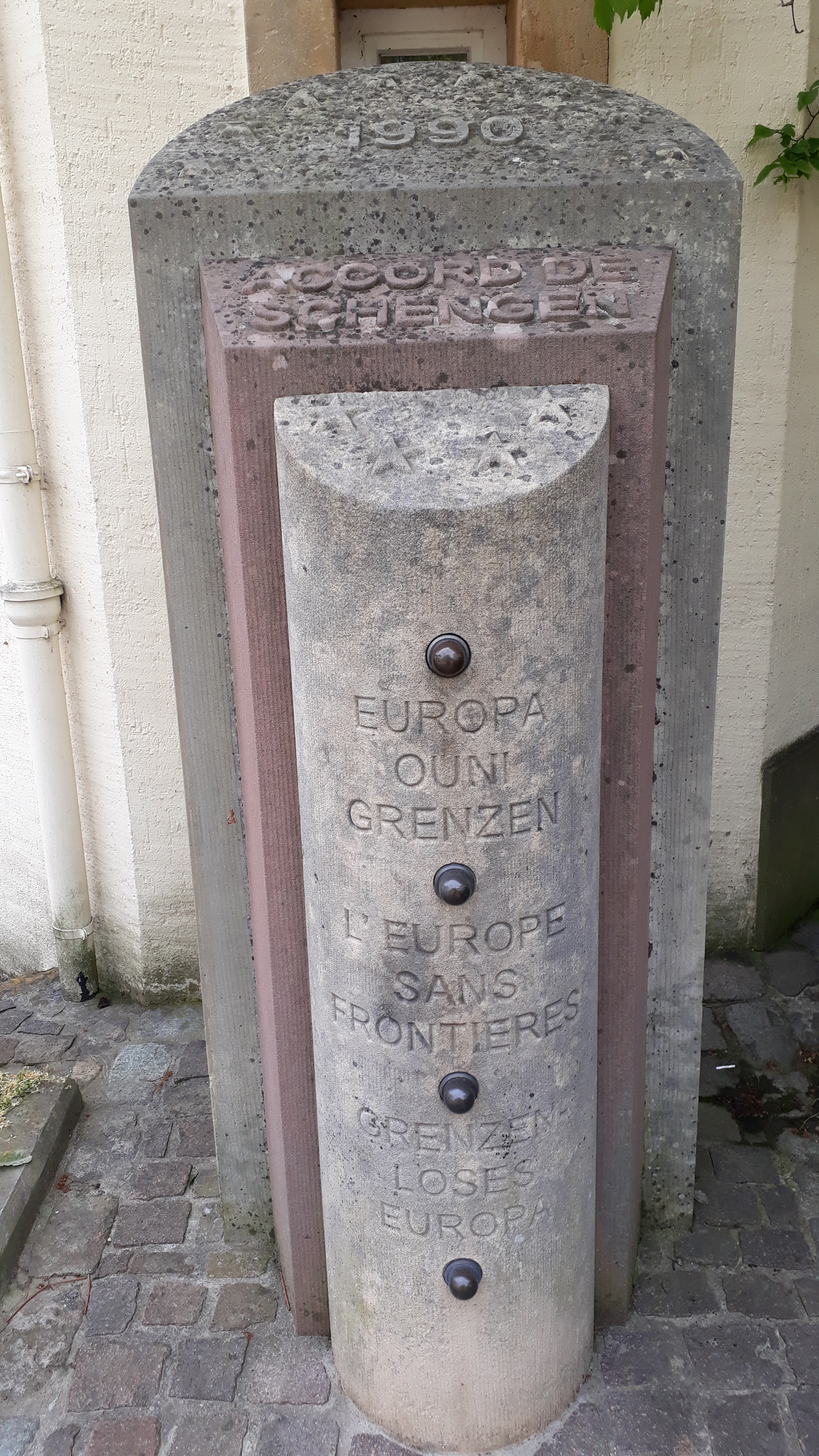
Erinnerungssäule für ein „Grenzenloses Europa“

Am Haus befindet sich eine Erinnerungstafel bezüglich der Unterzeichnung des Schengener Abkommens (1985) und des Schengener Durchführungsübereinkommens (1990). Es wird daran erinnert, dass der Name Schengen als Synonym für den freien Personenverkehr in der Europäischen Union steht.
An der Straßenecke der Straße Hemmeberreg und der Straße Beim Schlass, vis-à-vis dem Kochhaus, befindet sich eine etwa 1 Meter hohe Steinsäule zur Erinnerung an ein „Grenzenloses Europa“.